# Goodwin vs. Badwin
Goodwin vs. Badwin é uma série animada que conta a história de 2 bebês irmãos gêmeos Goodwin um bebê bondoso irmão de Badwin, e Badwin um bebê maldoso irmão de Goodwin.

## Personagens
- Goodwin: um bebê bondoso irmão de Badwin
- Badwin: um bêbe maldoso irmão de Goodwin

## Episódios 2012[5]
| # S | # T | Títulos                | Estreia Nos Eua | Código de Produção |
| --- | --- | ---------------------- | --------------- | ------------------ |
| 1 | 1   | "Premature Evacuation" | 18 de Janeiro   | 101                |
| Travessuras fetais acontecer quando uma criança inocente e seu irmão gêmeo não-conta são expulsos do feto forte que eles chamam de casa.                                                                                                  |     |                        |                 |                    |
| 2 | 2   | "Hair Moans"           | 1 de Fevereiro  | 102                |
| Que tipo de esquema cérebro cabelo termina em um Walmart em uma parte baixa qualidade da cidade e uma nuvem obter prazer oral? |     |                        |                 |                    |
| 3 | 3   | "Kidney 4 Sale"        | 15 de Fevereiro | 103                |
| ATENÇÃO: Lembre-se de crianças, é tudo diversão e jogos até que alguém perde um rim! |     |                        |                 |                    |
| 4 | 4   | "Mrs. Brickles"        | 29 de Fevereiro | 104                |
| Por favor, escreva o seguinte juro código abaixo para provar que você é uma pessoa real e não pudica: |     |                        |                 |                    |
| 5 | 5   | "The China 4000"       | 23 de Agosto    | 105                |
| O que vai acontecer quando Goodwin e Badwin ambos encontram-se na disputa para ser o primeiro filho pré-adolescente para cavar seu caminho para a China? Bem, eu não tenho um biscoito da sorte para responder a essa pergunta para você. |     |                        |                 |                    |
| 6 | 6   | "The Devil's Playdate" | 6 de Setembro   | 106                |
| Espero que a mãe dos gêmeos tem um bom plano de telefonia de longa distância ... |     |                        |                 |                    |
| 7 | 7   | "The Golden Crosses"   | 20 de Setembro  | 107                |
| Os gêmios estão loucos fumando |     |                        |                 |                    |
| 8 | 8   | "Hide And Seek"        | 01 de Novembro  | 108                |
| Wop, wop, wop, wop, Procurar e Esconder Goodwin estilo Badwin! |     |                        |                 |                    |